# Liga Femenina FPF 2024
La Liga Femenina FPF 2024, por razones de patrocinio Liga Femenina Apuesta Total 2024. Fue la cuarta edición bajo el formato de liga nacional descentralizada, cuya organización, desarrollo y promoción fueron realizados por la Federación Peruana de Fútbol (FPF) y estuvo bajó el patrocinio de la casa de apuestas deportivas Apuesta Total. Comenzó a disputarse el 22 de marzo de 2024 y finalizó el 30 de agosto de 2024.
Esta temporada de la Liga Femenina FPF, que fue transmitida parcialmente por Nativa TV, tuvo como patrocinador principal a la empresa de apuestas deportivas Apuesta Total, por lo que el torneo se llamó comercialmente "Liga Femenina Apuesta Total". Este patrocinio duró hasta fines de 2024, de acuerdo al convenio entre la empresa y la FPF.
El campeonato se jugó de forma descentralizada y tuvo cuatro etapas: la Fase Regular; los Playoffs por el campeonato y el descenso; las Semifinales; y la Final. Al finalizar el torneo, el Club Alianza Lima se coronó campeón de la Liga por tercera ocasión y clasificó a la Copa Libertadores Femenina 2024, que se disputó del 3 al 19 de octubre de 2024 en Paraguay.

## Sistema de competición
La Fase Regular se jugó bajo el formato de todos contra todos en una sola ronda. Los seis primeros equipos clasificaron a los play-offs por el Campeonato y los siete restantes jugaron los play-offs por el descenso.

### Definición del campeonato
Los play-offs por el campeonato constaron del desarrollo de una ronda de todos contra todos, donde el primero de la Fase Regular inició con 2 puntos adicionales y el segundo con 1 punto adicional. Los cuatro mejores equipos clasificaron a la etapa de semifinales, donde el primero de los 'play-offs' jugó contra el cuarto y el segundo contra el tercero. Luego, los ganadores de las semifinales jugaron la final. Tanto las semifinales como la final se jugaron de ida y vuelta.

### Descenso a Liga de Ascenso
Por otro lado, se desarrolló el Grupo por el Descenso, el cual fue conformado por los clubes que ocuparon los puestos de 7° al 13° de la Fase Regular, los cuales se enfrentaron en una ronda de todos contra todos
Para el inicio de este grupo, tanto el 11° y el 12° de la Fase Regular iniciaron con 1 punto menos, mientras que el último de esta fase lo hizo con 2 puntos menos. Descendiendo a la Liga de Ascenso 2025 los 3 últimos del grupo.

## Localización
El torneo contó con la participación de trece equipos de nueve regiones del Perú: cinco fueron de Lima, dos de La Libertad, uno del Callao, uno de Ayacucho, uno de Arequipa, uno de Cajamarca, uno de Cuzco y uno de San Martin.
| Lima        | 5 | Alianza Lima, FC Killas, Deportivo Municipal, Sporting Cristal y Universitario | Alianza Lima · Deportivo Municipal · Sporting Cristal · FC Killas · Universitario Ayacucho Carlos A. Mannucci · U. César Vallejo Defensores del Ilucán FBC Melgar UNSAAC Cantolao Biavo FC Localización de los equipos de la Primera División Femenina 2024 |
| La Libertad | 2 | Carlos A. Mannucci y Universidad César Vallejo                                 | Alianza Lima · Deportivo Municipal · Sporting Cristal · FC Killas · Universitario Ayacucho Carlos A. Mannucci · U. César Vallejo Defensores del Ilucán FBC Melgar UNSAAC Cantolao Biavo FC Localización de los equipos de la Primera División Femenina 2024 |
| Arequipa    | 1 | FBC Melgar                                                                     | Alianza Lima · Deportivo Municipal · Sporting Cristal · FC Killas · Universitario Ayacucho Carlos A. Mannucci · U. César Vallejo Defensores del Ilucán FBC Melgar UNSAAC Cantolao Biavo FC Localización de los equipos de la Primera División Femenina 2024 |
| Ayacucho    | 1 | Ayacucho FC                                                                    | Alianza Lima · Deportivo Municipal · Sporting Cristal · FC Killas · Universitario Ayacucho Carlos A. Mannucci · U. César Vallejo Defensores del Ilucán FBC Melgar UNSAAC Cantolao Biavo FC Localización de los equipos de la Primera División Femenina 2024 |
| Cajamarca   | 1 | Defensores del Ilucán                                                          | Alianza Lima · Deportivo Municipal · Sporting Cristal · FC Killas · Universitario Ayacucho Carlos A. Mannucci · U. César Vallejo Defensores del Ilucán FBC Melgar UNSAAC Cantolao Biavo FC Localización de los equipos de la Primera División Femenina 2024 |
| Callao      | 1 | Academia Cantolao                                                              | Alianza Lima · Deportivo Municipal · Sporting Cristal · FC Killas · Universitario Ayacucho Carlos A. Mannucci · U. César Vallejo Defensores del Ilucán FBC Melgar UNSAAC Cantolao Biavo FC Localización de los equipos de la Primera División Femenina 2024 |
| Cusco       | 1 | UNSAAC                                                                         | Alianza Lima · Deportivo Municipal · Sporting Cristal · FC Killas · Universitario Ayacucho Carlos A. Mannucci · U. César Vallejo Defensores del Ilucán FBC Melgar UNSAAC Cantolao Biavo FC Localización de los equipos de la Primera División Femenina 2024 |
| San Martín  | 1 | Biavo FC                                                                       | Alianza Lima · Deportivo Municipal · Sporting Cristal · FC Killas · Universitario Ayacucho Carlos A. Mannucci · U. César Vallejo Defensores del Ilucán FBC Melgar UNSAAC Cantolao Biavo FC Localización de los equipos de la Primera División Femenina 2024 |

## Relevos
Un total de 13 equipos disputaron la Liga 1 Femenina: Siendo estos los 12 primeros lugares de la temporada 2023 (a excepción de Sporting Victoria, declinó de participar), el campeón y subcampeón de la Liga de Ascenso Femenina 2023
| Pos.   | Descendidos a Liga de Ascenso Femenina 2024 |
| ------ | ------------------------------------------- |
| 4.º GA | Atlético Trujillo                           |
| 4.º GB | Club USMP                                   |
| Dec.   | Sporting Victoria                           |

| Pos. | Ascendidos de Liga de Ascenso Femenina 2023 |
| ---- | ------------------------------------------- |
| 1.°  | Biavo FC                                    |
| 2.º  | UNSAAC                                      |

## Equipos participantes
Los planteles de la Liga Femenina FPF 2024, contaron con un máximo de 25 jugadoras mayores de 21 años. En el caso de las Sub-21 nacionales, no hubo límite. Las que integraron este último grupo, sumaron en la Bolsa de Minutos exigida: 1170 minutos en la fase regular. Pudiéndose sumar en la Bolsa un máximo de tres jugadoras por partido.
Finalmente, sobre el cupo de futbolistas extranjeras, la FPF permitió la inscripción de cuatro. Todas podieron jugar en simultáneo sin ningún tipo de restricción.

### Información de los equipos
| Equipo                    | Ciudad     | Entrenador                  | Estadio                   | Aforo  | Estadios alternativos                           | Proveedor    | Patrocinador principal | Otros patrocinadores                                                                                                 |
| ------------------------- | ---------- | --------------------------- | ------------------------- | ------ | ----------------------------------------------- | ------------ | ---------------------- | --- |
| Academia Cantolao         | Callao     | Germán Rodríguez            | Andrés Bedoya Díaz        | 10 000 | 1 Alternativa Videna                            | Loma's       |                        | |
| Alianza Lima              | Lima       | José Letelier               | Alejandro Villanueva      | 33 938 | 1 Alternativa Iván Elías Moreno                 | Nike         | Xiaomi TV              | 9 patrocinadoresGatorade Apronax Sky Arica Saco Oliveros Cristal DFSK Glory Clínica Megasalud Marcadores 247         |
| Ayacucho FC               | Ayacucho   | Hugo Rodríguez              | Ciudad de Cumaná          | 12 000 | 1 Alternativa El Libertador                     | Adris        |                        | 4 patrocinadoresPower Fitness Club Club Terra D&M Gloves UNSCH                                                       |
| Biavo FC                  | Bellavista | Ruber Guerrero              | Estadio Carlos Vidaurre   | 8000   | 1 Alternativa Adela Vargas Burga                | Quilla       |                        | |
| Carlos Mannucci           | Trujillo   | Luis Cordero                | Mansiche                  | 25 000 | 1 Alternativa Complejo UPAO                     | New Athletic | UPAO DoradoBet         | 7 patrocinadoresSporade Cinética HS Lab Aguafiel Clínica San Pablo Santorini Club Clínica Luz y Vida                 |
| Defensores del Ilucán     | Cutervo    | Álex Celis                  | Juan Maldonado Gamarra    | 8000   | 1 Alternativa Estadio Ramón Castilla            | Jave         | Jave                   | 8 patrocinadoresSarita Colonia P&F Lucía's Yakuari My Salud Yanbal San Camilo Panadería Camacho Body Fitness Cutervo |
| Deportivo Municipal       | Lima       | Vivían Ayres                | Iván Elías Moreno         | 13 000 | 2 Alternativas Andrés Bedoya Díaz Videna        | Walon        |                        | 6 patrocinadoresEdificaciones Inmobiliarias Sporade MovilBus Thera HelpMed VC                                        |
| FBC Melgar                | Arequipa   | Víctor Balta                | Monumental de la UNSA     | 60 370 | 1 Alternativa La Tomilla                        | Walon        |                        | 1 patrocinadorSaint-Gobain                                                                                           |
| FC Killas                 | Lima       | Olienka Salinas             | Andrés Bedoya Díaz        | 10 000 | 2 Alternativas Municipal de La Molina Videna    | GS Sport     |                        | 5 patrocinadoresSep7em 2K MediFisioDep Noa Life Perú Informatic                                                      |
| Sporting Cristal          | Lima       | Gabriela León               | Alberto Gallardo          | 8000   | 1 Alternativa La Florida                        | Adidas       | Wow                    | 4 patrocinadoresDoradoBet MG Motor Gatorade Saba                                                                     |
| Universidad Cesar Vallejo | Trujillo   | Luis Montalván              | Mansiche                  | 25 000 | 1 Alternativa Villa Poeta                       | Astro        | UCV                    | 4 patrocinadoresCaja Trujillo Apuesta Total ProMant Sporade                                                          |
| Universitario             | Lima       | John Tierradentro           | Monumental U              | 80 093 | 2 Alternativas Campo Mar - U Andrés Bedoya Díaz | Marathon     | Marcadores 247         | 3 patrocinadoresSky Cristal Loa                                                                                      |
| UNSAAC                    | Cuzco      | Alex Willyans Jallo Condori | Inca Garcilaso de la Vega | 45 000 |                                                 | Aries        |                        | |

### Jugadoras extranjeras
| Equipo                    | Jugadora 1       | Jugadora 2        | Jugadora 3      | Jugadora 4      |
| ------------------------- | ---------------- | ----------------- | --------------- | --------------- |
| Academia Cantolao         | María Cazorla    | Wendismar Durán   | Anllely Fuentes |                 |
| Alianza Lima              | Thaisa Assunção  | Rafinha Marques   | Heidi Padilla   | Neidy Romero    |
| Ayacucho FC               | Sin extranjeras  | Sin extranjeras   | Sin extranjeras | Sin extranjeras |
| Biavo FC                  | Anna Tarantino   |                   |                 |                 |
| Carlos Mannucci           | Yaritza Lárez    | Yelitza Toledo    |                 |                 |
| Defensores del Ilucán     | Ianna Jeraldo    | Natascha Olivera  | Rubelys Perea   |                 |
| Deportivo Municipal       | Daiana Chiclana  | Challenger Galvis | Yoymar Medina   | Katherin Sierra |
| FBC Melgar                | Sara Angulo      | Mercy Carrillo    | Gina Figueroa   | Melissa Morales |
| FC Killas                 | Martina Pagura   | Yefraini Pérez    | Alyssa Saccsara | Yorgelis Yáñez  |
| Sporting Cristal          | Yormary Álvarez  | Farissa Córdoba   | Blanca Medina   |                 |
| Universidad Cesar Vallejo | Luisa Lara       | Anyella Martínez  | Kimberly Tous   |                 |
| Universitario             | Manuela González | Stephanie Lacoste | Lizeth Ocampo   | Angie Salazar   |
| UNSAAC                    | Sin extranjeras  | Sin extranjeras   | Sin extranjeras | Sin extranjeras |

## Fase Regular
La Fase Regular se jugó bajo el formato de todos contra todos en una sola ronda. 

### Tabla de posiciones
| Pos. | Equipo                    | Pts. | PJ | G  | E | P  | GF | GC | Dif. | Clasificación                    |
| ---- | ------------------------- | ---- | -- | -- | - | -- | -- | -- | ---- | -------------------------------- |
| 1    | Alianza Lima              | 34   | 12 | 11 | 1 | 0  | 59 | 4  | +55  | Play-offs Campeonato (+2 puntos) |
| 2    | Universitario             | 34   | 12 | 11 | 1 | 0  | 49 | 8  | +41  | Play-offs Campeonato (+1 punto)  |
| 3    | Sporting Cristal          | 25   | 12 | 8  | 1 | 3  | 26 | 9  | +17  | Play-offs Campeonato             |
| 4    | FBC Melgar                | 23   | 12 | 7  | 2 | 3  | 20 | 8  | +12  | Play-offs Campeonato             |
| 5    | Carlos A. Mannucci        | 22   | 12 | 7  | 1 | 4  | 22 | 11 | +11  | Play-offs Campeonato             |
| 6    | Defensores del Ilucán     | 17   | 12 | 5  | 2 | 5  | 16 | 19 | −3   | Play-offs Campeonato             |
| 7    | Deportivo Municipal       | 17   | 12 | 5  | 2 | 5  | 11 | 20 | −9   | Play-offs Descenso               |
| 8    | FC Killas                 | 13   | 12 | 4  | 1 | 7  | 11 | 28 | −17  | Play-offs Descenso               |
| 9    | Universidad César Vallejo | 12   | 12 | 3  | 3 | 6  | 12 | 18 | −6   | Play-offs Descenso               |
| 10   | Biavo FC                  | 12   | 12 | 3  | 3 | 6  | 18 | 32 | −14  | Play-offs Descenso               |
| 11   | UNSAAC                    | 10   | 12 | 3  | 1 | 8  | 13 | 38 | −25  | Play-offs Descenso (-1 punto)    |
| 12   | Ayacucho FC               | 3    | 12 | 1  | 0 | 11 | 7  | 45 | −38  | Play-offs Descenso (-1 punto)    |
| 13   | Academia Cantolao         | 2    | 12 | 0  | 2 | 10 | 5  | 30 | −25  | Play-offs Descenso (-2 puntos)   |

Actualizado a los partidos jugados el 23 de junio.
 Fuente: Ligafem.pe

### Evolución de clasificación
| Equipo / Fecha            | 1  | 2  | 3  | 4  | 5  | 6  | 7  | 8  | 9  | 10 | 11 | 12 | 13 |
| ------------------------- | -- | -- | -- | -- | -- | -- | -- | -- | -- | -- | -- | -- | -- |
| Alianza Lima              | 1  | 5  | 4  | 3  | 3  | 2  | 1  | 1  | 1  | 1  | 1  | 1  | 1  |
| Universitario             | 8  | 6  | 5  | 4  | 4  | 3  | 2  | 2  | 2  | 2  | 2  | 2  | 2  |
| Sporting Cristal          | 5  | 1  | 1  | 1  | 2  | 1  | 3  | 3  | 3  | 3  | 3  | 3  | 3  |
| FBC Melgar                | 7  | 4  | 3  | 5  | 5  | 5  | 5  | 5  | 5  | 5  | 5  | 4  | 4  |
| Carlos A. Mannucci        | 3  | 2  | 2  | 2  | 1  | 4  | 4  | 4  | 4  | 4  | 4  | 5  | 5  |
| Defensores del Ilucán     | 10 | 12 | 10 | 9  | 6  | 6  | 6  | 6  | 7  | 6  | 7  | 6  | 6  |
| Deportivo Municipal       | 13 | 9  | 9  | 7  | 7  | 8  | 10 | 10 | 9  | 7  | 6  | 7  | 7  |
| FC Killas                 | 4  | 8  | 6  | 6  | 8  | 7  | 7  | 8  | 8  | 10 | 10 | 10 | 8  |
| Universidad César Vallejo | 2  | 7  | 8  | 10 | 9  | 9  | 8  | 7  | 6  | 8  | 8  | 8  | 9  |
| Biavo FC                  | 6  | 3  | 7  | 8  | 10 | 10 | 9  | 9  | 10 | 9  | 9  | 9  | 10 |
| UNSAAC                    | 12 | 11 | 13 | 12 | 13 | 13 | 11 | 11 | 12 | 11 | 11 | 11 | 11 |
| Ayacucho FC               | 11 | 13 | 12 | 13 | 12 | 11 | 12 | 12 | 11 | 12 | 12 | 12 | 12 |
| Academia Cantolao         | 9  | 10 | 11 | 11 | 11 | 12 | 13 | 13 | 13 | 13 | 13 | 13 | 13 |

     Equipo libre de la fecha.

### Resultados
- Los horarios corresponden a la hora local del Perú:(UTC–5)

| Fecha 1                   | Fecha 1   | Fecha 1          | Fecha 1                | Fecha 1     | Fecha 1 | Fecha 1                                                                          | Fecha 1             |
| Local                     | Resultado | Visitante        | Estadio                | Fecha       | Hora    | Goles                                                                            | TV                  |
| ------------------------- | --------- | ---------------- | ---------------------- | ----------- | ------- | -------------------------------------------------------------------------------- | ------------------- |
| Academia Cantolao         | 1 – 2     | FC Killas        | Videna                 | 22 de marzo | 15:00   | María Cazorla (CAN) / Belén Agruedas y Jhosely Gamarra (KIL)                     | L1 Max y Nativa TV  |
| Ayacucho FC               | 0 – 2     | Carlos Mannucci  | El Libertador          | 23 de marzo | 10:30   | Azucena Daga (2)                                                                 | —                   |
| Biavo FC                  | 1 – 1     | FBC Melgar       | Carlos Vidaurre García | 23 de marzo | 15:00   | Yaritza Larez (BIA) / Erika Laucata (MEL)                                        | L1 y Nativa TV      |
| Universidad César Vallejo | 4 – 1     | UNSAAC           | Villa Poeta            | 24 de marzo | 10:30   | Angela Illescas (2), Fátima Zapata y Mariu Rodriguez (UCV) / Shanda Mamani (UNS) | —                   |
| Defensores del Ilucán     | 0 – 1     | Sporting Cristal | Ramón Castilla         | 24 de marzo | 15:00   | Blanca Medina                                                                    | L1 Play y NTV (Y/F) |
| Deportivo Municipal       | 0 – 4     | Alianza Lima     | Iván Elías Moreno      | 24 de marzo | 15:00   | Heidy Padilla, Sashenka Porras, Adriana Lúcar y Birka Ruíz                       | L1 Max y Nativa TV  |
| Descansa: Universitario   |           |                  |                        |             |         |                                                                                  |                     |

| Fecha 2                | Fecha 2   | Fecha 2                   | Fecha 2                   | Fecha 2     | Fecha 2 | Fecha 2                                                                                            | Fecha 2             |
| Local                  | Resultado | Visitante                 | Estadio                   | Fecha       | Hora    | Goles                                                                                              | TV                  |
| ---------------------- | --------- | ------------------------- | ------------------------- | ----------- | ------- | -------------------------------------------------------------------------------------------------- | ------------------- |
| UNSAAC                 | 0 – 1     | Deportivo Municipal       | Inca Garcilaso de la Vega | 29 de marzo | 10:30   | Merli Calle                                                                                        | L1 Play y Nativa TV |
| Universitario          | 4 – 0     | Defensores del Ilucán     | Campo Mar - U             | 30 de marzo | 10:30   | Manuela González (3) y Stephanie Lacoste                                                           | L1 Play y Nativa TV |
| FC Killas              | 0 – 3     | Biavo FC                  | Municipal de La Molina    | 30 de marzo | 15:00   | Gavi Gonzáles, Adriana Muñoz y Marina Amacifuen                                                    | L1 Play y Nativa TV |
| Sporting Cristal       | 8 – 0     | Ayacucho FC               | La Florida                | 31 de marzo | 10:30   | Sofía Aguayo, Blanca Medina (2), Bárbara Mori (2), Melicia Aguilar, Antonella Urpe y Katsume Cheng | L1 Play y Nativa TV |
| FBC Melgar             | 1 – 0     | Universidad César Vallejo | La Tomilla                | 1 de abril  | 10:30   | Raquel Bilcape                                                                                     | L1 Play y Nativa TV |
| Carlos Mannucci        | 3 – 0     | Academia Cantolao         | Complejo UPAO             | 1 de abril  | 15:00   | Olenka Gutiérrez, Angie Tomateo y Rubí Acosta                                                      | L1 Play y Nativa TV |
| Descansa: Alianza Lima |           |                           |                           |             |         | |                     |

| Fecha 3                         | Fecha 3   | Fecha 3          | Fecha 3                | Fecha 3     | Fecha 3 | Fecha 3 | Fecha 3             |
| Local                           | Resultado | Visitante        | Estadio                | Fecha       | Hora    | Goles | TV                  |
| ------------------------------- | --------- | ---------------- | ---------------------- | ----------- | ------- | --- | ------------------- |
| Universidad César Vallejo       | 1 – 2     | FC Killas        | Villa Poeta            | 12 de abril | 10:30   | Marisol Valderrama (UCV) / Jhosely Gamarra y Maca López (KIL)                                                                                         | L1 y Nativa TV      |
| Deportivo Municipal             | 0 – 1     | FBC Melgar       | Andrés Bedoya Díaz     | 12 de abril | 15:00   | Camila Perochena | L1 Play y Nativa TV |
| Alianza Lima                    | 14 – 0    | UNSAAC           | Iván Elías Moreno      | 13 de abril | 15:00   | Thaisa Assunção (2), Emily Flores (2), Sandy Dorador (2), Gianella Romero (3), Adriana Lúcar (2), Heidy Padilla, Allison Azabache y Steffani Otiniano | L1 Play y Nativa TV |
| Academia Cantolao               | 0 – 3     | Sporting Cristal | Andrés Bedoya Díaz     | 14 de abril | 10:30   | Melicia Aguilar, Sofia Aguayo y Paloma del Solar | L1 y NTV (YT/FB)    |
| Ayacucho FC                     | 1 – 7     | Universitario    | El Libertador          | 14 de abril | 15:00   | Sarai Sanchez (AYA) / Luz Campoverde (3), Nahomi Martínez, Stephanie Lacoste, Milena Tomayconsa y Scarleth Flores (UNI)                               | —                   |
| Biavo FC                        | 0 – 2     | Carlos Mannucci  | Carlos Vidaurre García | 14 de abril | 15:00   | Odalys Rivas y Aranxa Vega | L1 Play y Nativa TV |
| Descansa: Defensores del Ilucán |           |                  |                        |             |         | |                     |

| Fecha 4               | Fecha 4   | Fecha 4                   | Fecha 4                | Fecha 4     | Fecha 4 | Fecha 4 | Fecha 4             |
| Local                 | Resultado | Visitante                 | Estadio                | Fecha       | Hora    | Goles | TV                  |
| --------------------- | --------- | ------------------------- | ---------------------- | ----------- | ------- | --- | ------------------- |
| Carlos Mannucci       | 3 – 1     | Universidad César Vallejo | Complejo UPAO          | 19 de abril | 10:30   | Alessia Sanllehi, Julia Mamani y Angie Tomateo (CAM) / Fátima Zapata (UCV)                                                    | L1 y Nativa TV      |
| Defensores del Ilucán | 3 – 0     | Ayacucho FC               | Ramón Castilla         | 19 de abril | 15:00   | Rubelys Perea (3) | L1 Play y Nativa TV |
| FBC Melgar            | 1 – 2     | Alianza Lima              | La Tomilla             | 20 de abril | 10:30   | Raquel Bilcape (MEL) / Adriana Lúcar y Mercy Carrillo (a) (ALI)                                                               | L1 Max y Nativa TV  |
| FC Killas             | 1 – 2     | Deportivo Municipal       | Municipal de La Molina | 20 de abril | 15:30   | Xiomara Escudero (KIL) / Merli Calle (2) (MUN)                                                                                | L1 Play y Nativa TV |
| Universitario         | 3 – 0     | Academia Cantolao         | Campo Mar - U          | 21 de abril | 10:30   | Nahomi Martínez (2) y Yoselin Miranda                                                                                         | L1 Play y Nativa TV |
| Sporting Cristal      | 6 – 2     | Biavo FC                  | La Florida             | 21 de abril | 15:30   | Melicia Aguilar (2), Yormary Álvarez, Fabiana Oribe, Sofía Aguayo y Ana Iraha (SCR) / Zulianita Vela y Breccia Gonzales (BIA) | L1 Play y Nativa TV |
| Descansa: UNSAAC      |           |                           |                        |             |         | |                     |

| Fecha 5                   | Fecha 5   | Fecha 5               | Fecha 5                   | Fecha 5     | Fecha 5 | Fecha 5 | Fecha 5             |
| Local                     | Resultado | Visitante             | Estadio                   | Fecha       | Hora    | Goles | TV                  |
| ------------------------- | --------- | --------------------- | ------------------------- | ----------- | ------- | --- | ------------------- |
| UNSAAC                    | 0 – 1     | FBC Melgar            | Inca Garcilaso de la Vega | 25 de abril | 13:00   | Raquel Bilcape | L1 Play y Nativa TV |
| Deportivo Municipal       | 0 – 3     | Carlos Mannucci       | Andrés Bedoya Díaz        | 25 de abril | 15:00   | Tatiana Flores (a), Rosa Ross y Julia Mamani                                                                                       | L1 y Nativa TV      |
| Academia Cantolao         | 0 – 1     | Defensores del Ilucán | Andrés Bedoya Díaz        | 26 de abril | 13:00   | Catherinne Bringas | L1 Play y Nativa TV |
| Universidad César Vallejo | 0 – 0     | Sporting Cristal      | Villa Poeta               | 26 de abril | 15:30   | Sin goleadoras | L1 Play y Nativa TV |
| Biavo FC                  | 1 – 9     | Universitario         | Carlos Vidaurre García    | 27 de abril | 10:30   | Beatriz Tarantino (BIA) / Manuela González (2), Stephanie Lacoste, Sabrina Ramírez, Alondra Vilchez (3) y Luz Campoverde (2) (UNI) | L1 Max y Nativa TV  |
| Alianza Lima              | 9 – 1     | FC Killas             | Iván Elías Moreno         | 27 de abril | 13:00   | Sandy Dorador (2), Adriana Lúcar (2), Heidi Padilla, Thaisa Assunção (3) y Allison Azabache (ALI) / Gabriela Cabero (KIL)          | L1 Play y Nativa TV |
| Descansa: Ayacucho FC     |           |                       |                           |             |         | |                     |

| Fecha 6               | Fecha 6   | Fecha 6                   | Fecha 6                | Fecha 6     | Fecha 6 | Fecha 6                                                                                                 | Fecha 6             |
| Local                 | Resultado | Visitante                 | Estadio                | Fecha       | Hora    | Goles                                                                                                   | TV                  |
| --------------------- | --------- | ------------------------- | ---------------------- | ----------- | ------- | --- | ------------------- |
| Ayacucho FC           | 3 – 2     | Academia Cantolao         | El Libertador          | 30 de abril | 9:00    | Doris Román, Gisleine Santiago y Luz Mendoza (AYA) / Estrella Varillas y María Cazorla (CAN)            | —                   |
| Defensores del Ilucán | 4 – 1     | Biavo FC                  | Ramón Castilla         | 30 de abril | 10:30   | Fernanda Quintero, Yomira Delgado, Catherinne Bringas y Brenda Adrianzen (DEF) / Marina Amacifuen (BIA) | L1 Play y Nativa TV |
| Universitario         | 4 – 1     | Universidad César Vallejo | Campo Mar - U          | 1 de mayo   | 10:45   | Cindy Novoa, Manuela González, Alondra Vilchez y Stephanie Lacoste (UNI) / Anyella Martínez (UCV)       | L1 Max y Nativa TV  |
| Sporting Cristal      | 2 – 1     | Deportivo Municipal       | La Florida             | 1 de mayo   | 13:00   | Sofia Aguayo y Melicia Aguilar (CRI) / Rosita Arista (MUN)                                              | L1 Play y Nativa TV |
| Carlos Mannucci       | 0 – 3     | Alianza Lima              | Complejo UPAO          | 1 de mayo   | 15:30   | Adriana Lúcar, Thaisa Assunção y Sandy Dorador                                                          | L1 Max y Nativa TV  |
| FC Killas             | 2 – 1     | UNSAAC                    | Municipal de La Molina | 2 de mayo   | 15:00   | Gabriela Cavero y Jhosely Gamarra (KIL) / Shanda Mamani (UNS)                                           | L1 Play y Nativa TV |
| Descansa: FBC Melgar  |           |                           |                        |             |         | |                     |

| Fecha 7                     | Fecha 7   | Fecha 7               | Fecha 7                   | Fecha 7   | Fecha 7 | Fecha 7 | Fecha 7             |
| Local                       | Resultado | Visitante             | Estadio                   | Fecha     | Hora    | Goles | TV                  |
| --------------------------- | --------- | --------------------- | ------------------------- | --------- | ------- | --- | ------------------- |
| Universidad César Vallejo   | 2 – 0     | Defensores del Ilucán | Villa Poeta               | 4 de mayo | 10:30   | Lia Uturri y Fátima Zapata                                                                                              | L1 Play y Nativa TV |
| Deportivo Municipal         | 1 – 6     | Universitario         | Iván Elías Moreno         | 4 de mayo | 13:00   | Merli Calle (MUN) / Manuela González (2), Luz Campoverde, Geraldine Cisneros, Sabrina Ramírez y Milena Tomayconsa (UNI) | L1 Play y Nativa TV |
| Biavo FC                    | 2 – 0     | Ayacucho FC           | Adela Vargas Burga        | 5 de mayo | 10:30   | Breccia Gonzales y Anna Tarantino                                                                                       | —                   |
| UNSAAC                      | 1 – 0     | Carlos Mannucci       | Inca Garcilaso de la Vega | 5 de mayo | 13:00   | Shirley Tomayconsa | —                   |
| Alianza Lima                | 2 – 1     | Sporting Cristal      | Iván Elías Moreno         | 5 de mayo | 15:30   | Adriana Lúcar y Thaisa Assunção (ALI) / Fabiana Oribe (CRI)                                                             | L1 Play y Nativa TV |
| FBC Melgar                  | 2 – 0     | FC Killas             | La Tomilla                | 6 de mayo | 10:30   | Raquel Bilcape (2) | —                   |
| Descansa: Academia Cantolao |           |                       |                           |           |         | |                     |

| Fecha 8               | Fecha 8   | Fecha 8                   | Fecha 8            | Fecha 8    | Fecha 8 | Fecha 8                                                           | Fecha 8             |
| Local                 | Resultado | Visitante                 | Estadio            | Fecha      | Hora    | Goles                                                             | TV                  |
| --------------------- | --------- | ------------------------- | ------------------ | ---------- | ------- | ----------------------------------------------------------------- | ------------------- |
| Academia Cantolao     | 2 – 2     | Biavo FC                  | Andrés Bedoya Díaz | 10 de mayo | 10:30   | María Cazorla y Estrella Varillas (ACA) / Gavi Gonzáles (2) (BIA) | —                   |
| Carlos Mannucci       | 2 – 1     | FBC Melgar                | Complejo UPAO      | 10 de mayo | 15:30   | Julia Mamani (2) (CAM) / Raquel Bilcape (MEL)                     | L1 Play             |
| Universitario         | 0 – 0     | Alianza Lima              | Monumental         | 10 de mayo | 20:30   | Sin goleadoras                                                    | L1 Max y Nativa TV  |
| Sporting Cristal      | 2 – 1     | UNSAAC                    | La Florida         | 11 de mayo | 13:00   | María Espejo y Melicia Aguilar (CRI) / Shanda Mamani (UNS)        | L1 Play y Nativa TV |
| Ayacucho FC           | 0 – 1     | Universidad César Vallejo | El Libertador      | 12 de mayo | 10:30   | Anyella Martínez                                                  | —                   |
| Defensores del Ilucán | 1 – 1     | Deportivo Municipal       | Ramón Castilla     | 12 de mayo | 13:00   | Rosmery Marrufo (DEF) / Kiara Larrea (MUN)                        | —                   |
| Descansa: FC Killas   |           |                           |                    |            |         |                                                                   |                     |

| Fecha 9                   | Fecha 9   | Fecha 9               | Fecha 9                   | Fecha 9    | Fecha 9 | Fecha 9 | Fecha 9             |
| Local                     | Resultado | Visitante             | Estadio                   | Fecha      | Hora    | Goles | TV                  |
| ------------------------- | --------- | --------------------- | ------------------------- | ---------- | ------- | --- | ------------------- |
| Deportivo Municipal       | 1 – 0     | Ayacucho FC           | Andrés Bedoya Díaz        | 17 de mayo | 10:30   | Rosita Arista | —                   |
| Universidad César Vallejo | 0 – 0     | Academia Cantolao     | Villa Poeta               | 17 de mayo | 15:30   | Sin goleadoras | —                   |
| FBC Melgar                | 1 – 0     | Sporting Cristal      | La Tomilla                | 18 de mayo | 10:30   | Raquel Bilcape | —                   |
| Alianza Lima              | 4 – 0     | Defensores del Ilucán | Iván Elías Moreno         | 18 de mayo | 13:00   | Thaisa Assunção, Adriana Lúcar (2) y Birka Ruíz                                                                                          | L1 Play y Nativa TV |
| UNSAAC                    | 2 – 6     | Universitario         | Inca Garcilaso de la Vega | 19 de mayo | 10:30   | Shanda Mamani (2) (UNS) / Lizeth Ocampo, Manuela Gonzáles, Stephanie Lacoste, Sabrina Ramírez, Sulvita Tuanama y Milena Tomayconsa (UNI) | —                   |
| FC Killas                 | 1 – 1     | Carlos Mannucci       | Municipal de La Molina    | 19 de mayo | 13:00   | Luana Chamochumbi (KIL) / Aranxa Vega (CAM)                                                                                              | —                   |
| Descansa: Biavo FC        |           |                       |                           |            |         | |                     |

| Fecha 10                  | Fecha 10  | Fecha 10                  | Fecha 10               | Fecha 10   | Fecha 10 | Fecha 10                                                                              | Fecha 10            |
| Local                     | Resultado | Visitante                 | Estadio                | Fecha      | Hora     | Goles                                                                                 | TV                  |
| ------------------------- | --------- | ------------------------- | ---------------------- | ---------- | -------- | ------------------------------------------------------------------------------------- | ------------------- |
| Ayacucho FC               | 0 – 8     | Alianza Lima              | El Libertador          | 24 de mayo | 10:30    | Emily Flores (2), Allison Azabache, Adriana Lúcar (3), Yomira Tacilla y Neidy Romero. | —                   |
| Academia Cantolao         | 0 – 1     | Deportivo Municipal       | Andrés Bedoya Díaz     | 24 de mayo | 11:00    | Kiara Larrea                                                                          | —                   |
| Sporting Cristal          | 1 – 0     | FC Killas                 | La Florida             | 24 de mayo | 15:30    | Blanca Medina                                                                         | L1 Play y Nativa TV |
| Universitario             | 2 – 0     | FBC Melgar                | Campo Mar - U          | 25 de mayo | 10:00    | Scarleth Flores y Sabrina Ramírez                                                     | L1 y Nativa TV      |
| Biavo FC                  | 2 – 1     | Universidad César Vallejo | Adela Vargas Burga     | 25 de mayo | 15:00    | Gavi Gonzáles y Marina Amacifuen (BIA) / Anyella Martínez (UCV)                       | —                   |
| Defensores del Ilucán     | 3 – 0     | UNSAAC                    | Juan Maldonado Gamarra | 26 de mayo | 15:30    | Rubelys Perea, Leidiby Llanos y Amparo Chuquival                                      | L1 Play y Nativa TV |
| Descansa: Carlos Mannucci |           |                           |                        |            |          |                                                                                       |                     |

| Fecha 11                            | Fecha 11  | Fecha 11              | Fecha 11                  | Fecha 11   | Fecha 11 | Fecha 11                                                                       | Fecha 11       |
| Local                               | Resultado | Visitante             | Estadio                   | Fecha      | Hora     | Goles                                                                          | TV             |
| ----------------------------------- | --------- | --------------------- | ------------------------- | ---------- | -------- | ------------------------------------------------------------------------------ | -------------- |
| Carlos Mannucci                     | 0 – 1     | Sporting Cristal      | Complejo UPAO             | 7 de junio | 15:00    | Melicia Aguilar                                                                | —              |
| FBC Melgar                          | 0 – 0     | Defensores del Ilucán | La Tomilla                | 7 de junio | 15:00    | Sin goleadoras                                                                 | —              |
| FC Killas                           | 1 – 4     | Universitario         | Municipal de La Molina    | 8 de junio | 11:00    | Luana Chamochumbi (KIL) / Manuela González (3) y Valerie Gherson (UNI)         | L1 y Nativa TV |
| Deportivo Municipal                 | 2 – 1     | Biavo FC              | Andrés Bedoya Díaz        | 8 de junio | 13:15    | Enica Fasabi y Kiara Larrea (MUN) / Gavi Gonzáles (BIA)                        | —              |
| UNSAAC                              | 3 – 2     | Ayacucho FC           | Inca Garcilaso de la Vega | 8 de junio | 15:30    | Ely Sallo, Ana Guillen (2) (UNS) / Gisleine Santiago y Doris Roman (AYA)       | —              |
| Alianza Lima                        | 6 – 0     | Academia Cantolao     | Iván Elías Moreno         | 9 de junio | 13:15    | Adriana Lúcar, Thaisa Assunção (2), Gianella Romero, Anais Vilca y Rosa Castro | L1 y Nativa TV |
| Descansa: Universidad César Vallejo |           |                       |                           |            |          |                                                                                |                |

| Fecha 12                   | Fecha 12  | Fecha 12            | Fecha 12               | Fecha 12    | Fecha 12 | Fecha 12 | Fecha 12          |
| Local                      | Resultado | Visitante           | Estadio                | Fecha       | Hora     | Goles | TV                |
| -------------------------- | --------- | ------------------- | ---------------------- | ----------- | -------- | --- | ----------------- |
| Academia Cantolao          | 0 – 2     | UNSAAC              | Andrés Bedoya Díaz     | 14 de junio | 11:00    | Shanda Mamani (2) | —                 |
| Universidad César Vallejo  | 1 – 1     | Deportivo Municipal | Villa Poeta            | 15 de junio | 11:00    | Anyella Martinez (UCV) / Enica Fasabi (MUN)                                                                                       | —                 |
| Biavo FC                   | 1 – 3     | Alianza Lima        | Adela Vargas Burga     | 15 de junio | 13:00    | Zulianita Vela (BIA) / Rosa Castro y Adriana Lúcar (2) (ALI)                                                                      | —                 |
| Ayacucho FC                | 1 – 7     | FBC Melgar          | El Libertador          | 16 de junio | 11:00    | Doris Roman (AYA) / Melissa Morales, Alba Soto, Sara Angulo, Raquel Bilcape, Maricielo Mamani, Camila Perochena y Lía Cambi (MEL) | —                 |
| Universitario              | 2 – 0     | Carlos Mannucci     | Campo Mar - U          | 16 de junio | 11:00    | Milena Tomayconsa y Sulvita Tuanama                                                                                               | L1 y Nativa TV    |
| Defensores del Ilúcan      | 3 – 0     | FC Killas           | Juan Maldonado Gamarra | 16 de junio | 15:00    | Catherinne Bringas (2) y Leidiby Llanos                                                                                           | Nativa TV (YT/FB) |
| Descansa: Sporting Cristal |           |                     |                        |             |          | |                   |

| Fecha 13                      | Fecha 13  | Fecha 13                  | Fecha 13                  | Fecha 13    | Fecha 13 | Fecha 13                                                                                        | Fecha 13           |
| Local                         | Resultado | Visitante                 | Estadio                   | Fecha       | Hora     | Goles                                                                                           | TV                 |
| ----------------------------- | --------- | ------------------------- | ------------------------- | ----------- | -------- | ----------------------------------------------------------------------------------------------- | ------------------ |
| Carlos Mannucci               | 6 – 1     | Defensores del Ilúcan     | Complejo UPAO             | 22 de junio | 11:00    | Rubí Acosta (2), Luisana Pastrano (2), Odalys Rivas y Angie Tomateo (CAM) / Keyly Peralta (DEF) | —                  |
| UNSAAC                        | 2 – 2     | Biavo FC                  | Inca Garcilaso de la Vega | 22 de junio | 11:00    | Shanda Mamani y Rayda Miranda (UNS) / Breccia Gonzales (2) (BIA)                                | —                  |
| FC Killas                     | 1 – 0     | Ayacucho FC               | Municipal de La Molina    | 22 de junio | 13:00    | Maca López                                                                                      | —                  |
| Alianza Lima                  | 4 – 0     | Universidad César Vallejo | Iván Elías Moreno         | 22 de junio | 15:15    | Gianella Romero, Adriana Lúcar, Thaisa Assunção y Sashenka Porras.                              | L1 Max y Nativa TV |
| FBC Melgar                    | 4 – 0     | Academia Cantolao         | La Tomilla                | 23 de junio | 10:00    | Marife Ramos (2), Sara Angulo y Yaquelin Sucapuca                                               | —                  |
| Sporting Cristal              | 1 – 2     | Universitario             | La Florida                | 23 de junio | 11:00    | Melanny Mondaca (CRI) / Milena Tomayconsa y Luz Campoverde (UNI)                                | L1 Max y Nativa TV |
| Descansa: Deportivo Municipal |           |                           |                           |             |          |                                                                                                 |                    |

## Play-offs

### Play-offs Campeonato
| Pos. | Equipo                | Pts. | PJ | G | E | P | GF | GC | Dif. | Clasificación             |
| ---- | --------------------- | ---- | -- | - | - | - | -- | -- | ---- | ------------------------- |
| 1    | Alianza Lima          | 14   | 5  | 4 | 0 | 1 | 12 | 1  | +11  | Semifinales de Campeonato |
| 2    | Carlos A. Mannucci    | 12   | 5  | 4 | 0 | 1 | 8  | 2  | +6   | Semifinales de Campeonato |
| 3    | Universitario         | 11   | 5  | 3 | 1 | 1 | 8  | 4  | +4   | Semifinales de Campeonato |
| 4    | Sporting Cristal      | 5    | 5  | 1 | 2 | 2 | 2  | 6  | −4   | Semifinales de Campeonato |
| 5    | FBC Melgar            | 4    | 5  | 1 | 1 | 3 | 7  | 9  | −2   |                           |
| 6    | Defensores del Ilucán | 0    | 5  | 0 | 0 | 5 | 2  | 17 | −15  |                           |

Actualizado a los partidos jugados el 3 de agosto.
 Fuente: FPF
Criterios de clasificación: Puntos · Diferencia de goles · Goles a favor
Notas:
1. ↑  Obtuvo una bonificación de dos puntos (+2) por ser el primero de la Fase Regular.
2. ↑  Obtuvo una bonificación de un punto (+1) por ser el segundo de la Fase Regular.

#### Resultados Play-offs Campeonato
- Los horarios corresponden a la hora local del Perú:(UTC–5)

| Fecha 1          | Fecha 1   | Fecha 1               | Fecha 1              | Fecha 1    | Fecha 1 | Fecha 1            |
| Local            | Resultado | Visitante             | Estadio              | Fecha      | Hora    | TV                 |
| ---------------- | --------- | --------------------- | -------------------- | ---------- | ------- | ------------------ |
| Carlos Mannucci  | 1 – 0     | FBC Melgar            | Complejo UPAO        | 6 de julio | 15:00   | L1 y Nativa TV     |
| Sporting Cristal | 2 – 0     | Defensores del Ilucán | La Florida           | 7 de julio | 11:00   | L1 Max y Nativa TV |
| Alianza Lima     | 0 – 1     | Universitario         | Alejandro Villanueva | 7 de julio | 15:15   | L1 Max y Nativa TV |

| Fecha 2               | Fecha 2   | Fecha 2          | Fecha 2                | Fecha 2     | Fecha 2 | Fecha 2             |
| Local                 | Resultado | Visitante        | Estadio                | Fecha       | Hora    | TV                  |
| --------------------- | --------- | ---------------- | ---------------------- | ----------- | ------- | ------------------- |
| Universitario         | 0 – 2     | Carlos Mannucci  | Campo Mar - U          | 20 de julio | 10:45   | L1 Max y Nativa TV  |
| FBC Melgar            | 0 – 0     | Sporting Cristal | La Tomilla             | 21 de julio | 10:45   | L1 y Nativa TV      |
| Defensores del Ilucán | 0 – 2     | Alianza Lima     | Juan Maldonado Gamarra | 21 de julio | 15:30   | L1 Play y Nativa TV |

| Fecha 3               | Fecha 3   | Fecha 3         | Fecha 3                | Fecha 3     | Fecha 3 | Fecha 3             |
| Local                 | Resultado | Visitante       | Estadio                | Fecha       | Hora    | TV                  |
| --------------------- | --------- | --------------- | ---------------------- | ----------- | ------- | ------------------- |
| Sporting Cristal      | 0 – 1     | Carlos Mannucci | La Florida             | 26 de julio | 15:00   | L1 Play y Nativa TV |
| Defensores del Ilucán | 1 – 3     | Universitario   | Juan Maldonado Gamarra | 27 de julio | 13:00   | L1 Play y Nativa TV |
| Alianza Lima          | 4 – 0     | FBC Melgar      | Alejandro Villanueva   | 27 de julio | 15:15   | L1 Play y Nativa TV |

| Fecha 4          | Fecha 4   | Fecha 4               | Fecha 4       | Fecha 4     | Fecha 4 | Fecha 4                     |
| Local            | Resultado | Visitante             | Estadio       | Fecha       | Hora    | TV                          |
| ---------------- | --------- | --------------------- | ------------- | ----------- | ------- | --------------------------- |
| Carlos Mannucci  | 4 – 1     | Defensores del Ilucán | Complejo UPAO | 31 de julio | 10:45   | L1 Play y Nativa TV         |
| Sporting Cristal | 0 – 5     | Alianza Lima          | La Florida    | 31 de julio | 13:00   | L1 Play y Nativa TV         |
| Universitario    | 4 – 1     | FBC Melgar            | Campo Mar - U | 31 de julio | 13:00   | L1 Play y Nativa TV (YT/FB) |

| Fecha 5       | Fecha 5   | Fecha 5               | Fecha 5              | Fecha 5     | Fecha 5 | Fecha 5              |
| Local         | Resultado | Visitante             | Estadio              | Fecha       | Hora    | TV                   |
| ------------- | --------- | --------------------- | -------------------- | ----------- | ------- | -------------------- |
| Universitario | 0 – 0     | Sporting Cristal      | Campo Mar - U        | 3 de agosto | 12:45   | L1 Play y NTV (Y/F)  |
| FBC Melgar    | 6 – 0     | Defensores del Ilucán | CAR - FBC Melgar     | 3 de agosto | 12:45   | Nativa TV (Facebook) |
| Alianza Lima  | 1 – 0     | Carlos Mannucci       | Alejandro Villanueva | 3 de agosto | 12:45   | L1 y Nativa TV       |

### Play-offs Descenso
| Pos. | Equipo                    | Pts. | PJ | G | E | P | GF | GC | Dif. | Descenso                  |
| ---- | ------------------------- | ---- | -- | - | - | - | -- | -- | ---- | ------------------------- |
| 1    | Biavo FC                  | 16   | 6  | 5 | 1 | 0 | 14 | 4  | +10  |                           |
| 2    | Universidad César Vallejo | 12   | 6  | 3 | 3 | 0 | 9  | 4  | +5   |                           |
| 3    | FC Killas                 | 10   | 6  | 3 | 1 | 2 | 8  | 7  | +1   |                           |
| 4    | UNSAAC                    | 9    | 6  | 3 | 1 | 2 | 11 | 5  | +6   |                           |
| 5    | Deportivo Municipal       | 5    | 6  | 1 | 2 | 3 | 4  | 8  | −4   | Descenso a Copa Perú 2025 |
| 6    | Ayacucho FC               | 3    | 6  | 1 | 1 | 4 | 8  | 8  | 0    | Descenso a Copa Perú 2025 |
| 7    | Academia Cantolao         | −1   | 6  | 0 | 1 | 5 | 0  | 16 | −16  | Descenso a Copa Perú 2025 |

Actualizado a los partidos jugados el 10 de agosto.
 Fuente: FPF
Criterios de clasificación: Puntos · Diferencia de goles · Goles a favor
Notas:
1. 1 2  Se les aplicó la reducción de un punto (-1) por ser los 11° y 12° de la Fase Regular.
2. ↑  Se le aplicó la reducción de dos puntos (-2) por ser el último de la Fase Regular.

#### Resultados Play-offs Descenso
- Los horarios corresponden a la hora local del Perú:(UTC–5)

| Fecha 1                   | Fecha 1   | Fecha 1             | Fecha 1                   | Fecha 1    | Fecha 1 | Fecha 1                                                                           |
| Local                     | Resultado | Visitante           | Estadio                   | Fecha      | Hora    | Goles                                                                             |
| ------------------------- | --------- | ------------------- | ------------------------- | ---------- | ------- | --------------------------------------------------------------------------------- |
| Academia Cantolao         | 0 – 2     | Killas FC           | Andrés Bedoya Díaz        | 5 de julio | 9:30    | Luana Chamochumbi (2)                                                             |
| Universidad César Vallejo | 2 – 1     | Ayacucho FC         | Villa Poeta               | 5 de julio | 11:00   | Angella Martínez (2) (UCV) / Doris Román (AYA)                                    |
| UNSAAC                    | 4 – 1     | Deportivo Municipal | Inca Garcilaso de la Vega | 6 de julio | 13:00   | Paloma del Solar (2) , Shanda Mamani y Britt Rodriguez (UNS) / Enica Fasabi (DEP) |
| Descansa: Biavo FC        |           |                     |                           |            |         |                                                                                   |

| Fecha 2             | Fecha 2   | Fecha 2                   | Fecha 2                | Fecha 2     | Fecha 2 | Fecha 2                                                     |
| Local               | Resultado | Visitante                 | Estadio                | Fecha       | Hora    | Goles                                                       |
| ------------------- | --------- | ------------------------- | ---------------------- | ----------- | ------- | ----------------------------------------------------------- |
| Deportivo Municipal | 1 – 1     | Universidad César Vallejo | Andrés Bedoya Díaz     | 13 de julio | 11:00   | Tatiana Flores (MUN) / Xiomara Quispe (UCV)                 |
| Ayacucho FC         | 5 – 0     | Academia Cantolao         | El Libertador          | 13 de julio | 11:00   | Luz Mendoza (4) y Saraí Sanchez                             |
| Killas FC           | 1 – 4     | Biavo FC                  | Municipal de La Molina | 15 de julio | 9:00    | Anna Tarantino, Mariana Amacifuen y Gavi Gonzáles (2) (BIA) |
| Descansa: UNSAAC    |           |                           |                        |             |         |                                                             |

| Fecha 3                   | Fecha 3   | Fecha 3             | Fecha 3            | Fecha 3     | Fecha 3 | Fecha 3                                                              |
| Local                     | Resultado | Visitante           | Estadio            | Fecha       | Hora    | Goles                                                                |
| ------------------------- | --------- | ------------------- | ------------------ | ----------- | ------- | -------------------------------------------------------------------- |
| Universidad César Vallejo | 2 – 1     | UNSAAC              | Villa Poeta        | 19 de julio | 11:00   | Anyella Martínez y Daniela Carrillo (UCV) / Shirley Tomayconsa (UNS) |
| Ayacucho FC               | 0 – 0     | Deportivo Municipal | El Libertador      | 20 de julio | 13:00   | Sin goleadoras                                                       |
| Biavo FC                  | 4 – 0     | Academia Cantolao   | Adela Vargas Burga | 21 de julio | 13:00   | Gavi Gonzáles, Anna Tarantino (2) y Carmen Yataco                    |
| Descansa: Killas FC       |           |                     |                    |             |         |                                                                      |

| Fecha 4                       | Fecha 4   | Fecha 4                   | Fecha 4            | Fecha 4     | Fecha 4 | Fecha 4                                        | Fecha 4 |
| Local                         | Resultado | Visitante                 | Estadio            | Fecha       | Hora    | Goles                                          |         |
| ----------------------------- | --------- | ------------------------- | ------------------ | ----------- | ------- | ---------------------------------------------- | ------- |
| Killas FC                     | 1 – 1     | UNSAAC                    | Andrés Bedoya Díaz | 26 de julio | 10:00   | Hannah Ruíz (KIL) / Shirley Tomayconsa (UNS)   |         |
| Academia Cantolao             | 2 – 2     | Universidad César Vallejo | Andrés Bedoya Díaz | 26 de julio | 13:00   | Naicha Urbina (2) (CAN) / Maríe Saré (2) (UCV) |         |
| Biavo FC                      | 1 – 0     | Ayacucho FC               | Adela Vargas Burga | 27 de julio | 11:00   | Even Pizango                                   |         |
| Descansa: Deportivo Municipal |           |                           |                    |             |         |                                                |         |

| Fecha 5                             | Fecha 5   | Fecha 5           | Fecha 5                   | Fecha 5     | Fecha 5 | Fecha 5                                                    | Fecha 5 |
| Local                               | Resultado | Visitante         | Estadio                   | Fecha       | Hora    | Goles                                                      |         |
| ----------------------------------- | --------- | ----------------- | ------------------------- | ----------- | ------- | ---------------------------------------------------------- | ------- |
| Deportivo Municipal                 | 1 – 2     | Biavo FC          | Andrés Bedoya Díaz        | 31 de julio | 10:30   | Rosa Arista (MUN) / Ana Tarantino y Marina Amasifuen (BIA) |         |
| Ayacucho FC                         | 1 – 3     | Killas FC         | El Libertador             | 31 de julio | 13:00   | Doris Román (AYA) / Luana Chamochumbi y Hanna Ruiz (KIL)   |         |
| UNSAAC                              | 4 – 0     | Academia Cantolao | Inca Garcilaso de la Vega | 31 de julio | 15:00   | Paloma del Solar (3) y Shirley Tomayconsa                  |         |
| Descansa: Universidad César Vallejo |           |                   |                           |             |         |                                                            |         |

| Fecha 6               | Fecha 6   | Fecha 6                   | Fecha 6            | Fecha 6     | Fecha 6 | Fecha 6                                                       | Fecha 6 |
| Local                 | Resultado | Visitante                 | Estadio            | Fecha       | Hora    | Goles                                                         |         |
| --------------------- | --------- | ------------------------- | ------------------ | ----------- | ------- | ------------------------------------------------------------- | ------- |
| Biavo FC              | 1 – 0     | UNSAAC                    | Adela Vargas Burga | 4 de agosto | 13:00   | Even Pizango                                                  |         |
| Killas FC             | 1 – 2     | Universidad César Vallejo | Andrés Bedoya Díaz | 5 de agosto | 10:00   | Hannah Ruiz (KIL) / Anyella Martínez y Daniela Carrillo (UCV) |         |
| Academia Cantolao     | 0 – 1     | Deportivo Municipal       | Andrés Bedoya Díaz | 5 de agosto | 13:00   | Merli Calle                                                   |         |
| Descansa: Ayacucho FC |           |                           |                    |             |         |                                                               |         |

| Fecha 7                     | Fecha 7   | Fecha 7     | Fecha 7                   | Fecha 7      | Fecha 7 | Fecha 7                                                             | Fecha 7 |
| Local                       | Resultado | Visitante   | Estadio                   | Fecha        | Hora    | Goles                                                               |         |
| --------------------------- | --------- | ----------- | ------------------------- | ------------ | ------- | ------------------------------------------------------------------- | ------- |
| Deportivo Municipal         | 0 – 1     | Killas FC   | Andrés Bedoya Díaz        | 10 de agosto | 10:30   | Luana Chamochumbi                                                   |         |
| Universidad César Vallejo   | 2 – 2     | Biavo FC    | Villa Poeta               | 10 de agosto | 10:30   | Daniela Carrillo (2) (UCV) / Verónica Sánchez y Gavi Gonzales (BIA) |         |
| UNSAAC                      | 2 – 1     | Ayacucho FC | Inca Garcilaso de la Vega | 10 de agosto | 10:30   | Britt Rodríguez y Shanda Mamani (UNS) / Francisca Santiago (AYA)    |         |
| Descansa: Academia Cantolao |           |             |                           |              |         |                                                                     |         |

## Semifinales
Clasificaron los 4 primeros clubes ubicados en la tabla de posiciones al finalizar el hexagonal del playoff campeonato. Siendo estos ubicados de acuerdo a su posición en la tabla. El club que tuvo mejor ubicación en la Tabla de Posiciones de la Fase Regular definió si jugará primero de local o de visita, en cada uno de los casos.
|  | Semifinales            | Semifinales            | Semifinales            | Semifinales            | Semifinales            |   |    | Final                  | Final                  | Final                  | Final                  | Final                  |  |
|  | Del 10 al 18 de agosto | Del 10 al 18 de agosto | Del 10 al 18 de agosto | Del 10 al 18 de agosto | Del 10 al 18 de agosto |   |    | Del 25 al 30 de agosto | Del 25 al 30 de agosto | Del 25 al 30 de agosto | Del 25 al 30 de agosto | Del 25 al 30 de agosto |  |
|  |                        |                        |                        |                        |                        |   |    |                        |                        |                        |                        |                        |  |
|  |                        |                        |                        |                        |                        |   |    |                        |                        |                        |                        |                        |  |
|  | 1°                     | Alianza Lima           | 0                      | 2                      | 2                      |   |    |                        |                        |                        |                        |                        |  |
|  | 1°                     | Alianza Lima           | 0                      | 2                      | 2                      |   |    |                        |                        |                        |                        |                        |  |
|  | 4°                     | Sporting Cristal       | 0                      | 1                      | 1                      |   |    |                        |                        |                        |                        |                        |  |
|  | 4°                     | Sporting Cristal       | 0                      | 1                      | 1                      |   | 1° | Alianza Lima           | 2                      | 3                      | 5                      |                        |  |
|  |                        |                        |                        |                        |                        |   | 1° | Alianza Lima           | 2                      | 3                      | 5                      |                        |  |
|  |                        |                        | 3°                     | Universitario          | 0                      | 1 | 1  |                        |                        |                        |                        |                        |  |
|  | 2°                     | Carlos Mannucci        | 3°                     | Universitario          | 0                      | 1 | 1  | 1                      | 0                      | 1                      |                        |                        |  |
|  | 2°                     | Carlos Mannucci        |                        |                        |                        |   |    | 1                      | 0                      | 1                      |                        |                        |  |
|  | 3°                     | Universitario          | 1                      | 5                      | 6                      |   |    |                        |                        |                        |                        |                        |  |
|  | 3°                     | Universitario          | 1                      | 5                      | 6                      |   |    |                        |                        |                        |                        |                        |  |
|  |                        |                        |                        |                        |                        |   |    |                        |                        |                        |                        |                        |  |

En esta edición, no fue necesario recurrir a la definición por diferencia de goles ni por tanda de penales, ya que no se presentó igualdad de puntos al término de los partidos en ninguna de las llaves.
- Los horarios corresponden a la hora local del Perú: (UTC–5).

Ida
| 10 de agosto, 12:30 | Sporting Cristal | 0:0     | Alianza Lima | Estadio Alberto Gallardo, Lima |                           |
|                     |                  | Reporte |              | Árbitro(s): José Gonzalez      | Árbitro(s): José Gonzalez |

| 11 de agosto, 10:45 | Carlos Mannucci | 1:1     | Universitario | Estadio Mansiche, Trujillo |                           |
|                     | Portillo 36'    | Reporte | 16' Toledo    | Árbitro(s): Juber Barboza  | Árbitro(s): Juber Barboza |

Vuelta
| 18 de agosto, 10:30 | Universitario                                                                  | 5:0 (Global 6:1) | Carlos Mannucci | Campo Mar - U, Lima        |                            |
|                     | Lacoste 20' (t.l.) · Tomayconsa 22' · Ocampo 57' · Arévalo 73' · Ramírez 90+1' | Reporte          |                 | Árbitro(s): Luis Seminario | Árbitro(s): Luis Seminario |

| 18 de agosto, 15:00 | Alianza Lima             | 2:1 (Global 2:1) | Sporting Cristal | Estadio Alejandro Villanueva, Lima |                              |
|                     | Padilla 1' · Lúcar 90+6' | Reporte          | 40' Buitrón      | Árbitro(s): Augusto Menendez       | Árbitro(s): Augusto Menendez |

## Final
Los ganadores de las semifinales jugaron la final en formato ida y vuelta. Al igual que en las semifinales, el equipo que obtuvo una mejor ubicación en el hexagonal del Playoff Campeonato definió si jugaba primero de local o de visita. No fue necesario recurrir a la tanda de penales, ya que no se presentó igualdad en la diferencia de goles en el marcador global.
- Los horarios corresponden a la hora local del Perú: (UTC–5).

Ida
| 25 de agosto, 17:45 | Universitario | 0:2     | Alianza Lima                | Estadio Monumental, Lima |                         |
|                     |               | Reporte | 49' Castañeda · 69' Padilla | Árbitro(s): Bruno Pérez  | Árbitro(s): Bruno Pérez |

Vuelta
| 30 de agosto, 14:30 | Alianza Lima                                    | 3:1 (Global 5:1) | Universitario | Estadio Alejandro Villanueva, Lima |                           |
|                     | Assunção 22' (t.l.) · Reyes 73' · Castañeda 84' | Reporte          | 57' González  | Árbitro(s): Edwin Ordóñez          | Árbitro(s): Edwin Ordóñez |

| |
| Campeón Club Alianza Lima 3.° título de la Liga Femenina FPF Clasifica a la Copa Libertadores Femenina 2024. |

## Estadísticas

### Goleadoras
| Adriana Lúcar                                            | Alianza Lima              | 20 | 19 |
| Raquel Bilcape                                           | FBC Melgar                | 15 | 18 |
| Manuela González                                         | Universitario             | 13 | 17 |
| Thaisa Assunção                                          | Alianza Lima              | 13 | 19 |
| Shanda Mamani                                            | UNSAAC                    | 12 | 18 |
| Stephanie Lacoste                                        | Universitario             | 8  | 19 |
| Gavi Gonzales                                            | Biavo FC                  | 7  | 16 |
| Alondra Vilchez                                          | Universitario             | 7  | 19 |
| Gianella Romero                                          | Alianza Lima              | 7  | 19 |
| Luz Campoverde                                           | Universitario             | 7  | 19 |
| Melicia Aguilar                                          | Sporting Cristal          | 7  | 19 |
| Sandy Dorador                                            | Alianza Lima              | 7  | 19 |
| Beatriz Tarantino                                        | Biavo FC                  | 6  | 16 |
| Milena Tomayconsa                                        | Universitario             | 6  | 17 |
| Anyella Martínez                                         | Universidad César Vallejo | 6  | 18 |
| Paloma del Solar                                         | UNSAAC                    | 6  | 18 |
| Actualizado el 18 de agosto de 2024 (Semifinales Vuelta) |                           |    |    |

### Tripletes o más
| Fecha          | Jugadora         | Goles               | Local                 | Resultado | Visitante             | Reporte                 |
| -------------- | ---------------- | ------------------- | --------------------- | --------- | --------------------- | ----------------------- |
| 1. 30/03/2024  | Manuela González | 27' 64' 85'         | Universitario         | 4 - 0     | Defensores del Ilucán | Fecha 2 (Fase Regular)  |
| 2. 13/04/2024  | Gianella Romero  | 10' 28' 47'         | Alianza Lima          | 14 - 0    | UNSAAC                | Fecha 3 (Fase Regular)  |
| 3. 14/04/2024  | Luz Campoverde   | 16' 57' 74'         | Ayacucho FC           | 1 - 7     | Universitario         | Fecha 3 (Fase Regular)  |
| 4. 19/04/2024  | Rubelys Perea    | 11' 25' 44'         | Defensores del Ilucán | 3 - 0     | Ayacucho FC           | Fecha 4 (Fase Regular)  |
| 5. 27/04/2024  | Alondra Vilchez  | 64' 82' 85'         | Biavo FC              | 1 - 9     | Universitario         | Fecha 5 (Fase Regular)  |
| 6. 27/04/2024  | Thaisa Assunção  | 42' 77' 90+1'       | Alianza Lima          | 9 - 1     | FC Killas             | Fecha 5 (Fase Regular)  |
| 7. 24/05/2024  | Adriana Lúcar    | 50' 80' 85'         | Ayacucho FC           | 0 - 8     | Alianza Lima          | Fecha 10 (Fase Regular) |
| 8. 08/06/2024  | Manuela González | 3' 6' 62'           | FC Killas             | 1 - 4     | Universitario         | Fecha 11 (Fase Regular) |
| 9. 13/07/2024  | Luz Mendoza      | 9' 35' 56' · 89'    | Ayacucho FC           | 5 - 0     | Academia Cantolao     | Fecha 2 (Play Offs)     |
| 10. 31/07/2024 | Paloma del Solar | 15' 18' 23'         | UNSAAC                | 4 - 0     | Academia Cantolao     | Fecha 5 (Play Offs)     |
| 11. 03/08/2024 | Raquel Vilcape   | 3' 8' 27' · 50' 85' | FBC Melgar            | 6 - 0     | Defensores del Ilucán | Fecha 5 (Play Offs)     |

### Autogoles
| Fecha         | Jugadora       | Goles | Local               | Resultado | Visitante       | Reporte                |
| ------------- | -------------- | ----- | ------------------- | --------- | --------------- | ---------------------- |
| 1. 20/04/2024 | Mercy Carrillo | 39'   | FBC Melgar          | 1 - 2     | Alianza Lima    | Fecha 4 (Fase Regular) |
| 2. 25/04/2024 | Tatiana Flores | 3'    | Deportivo Municipal | 0 - 3     | Carlos Mannucci | Fecha 5 (Fase Regular) |
| 3. 11/08/2024 | Yelitza Toledo | 16'   | Carlos A. Mannucci  | 1 - 1     | Universitario   | Semifinales Ida        |